# Periklés
Periklés (řecky Περικλῆς; 500 př. n. l. – 429 př. n. l.) byl starověký řecký athénský demokratický státník a politik.

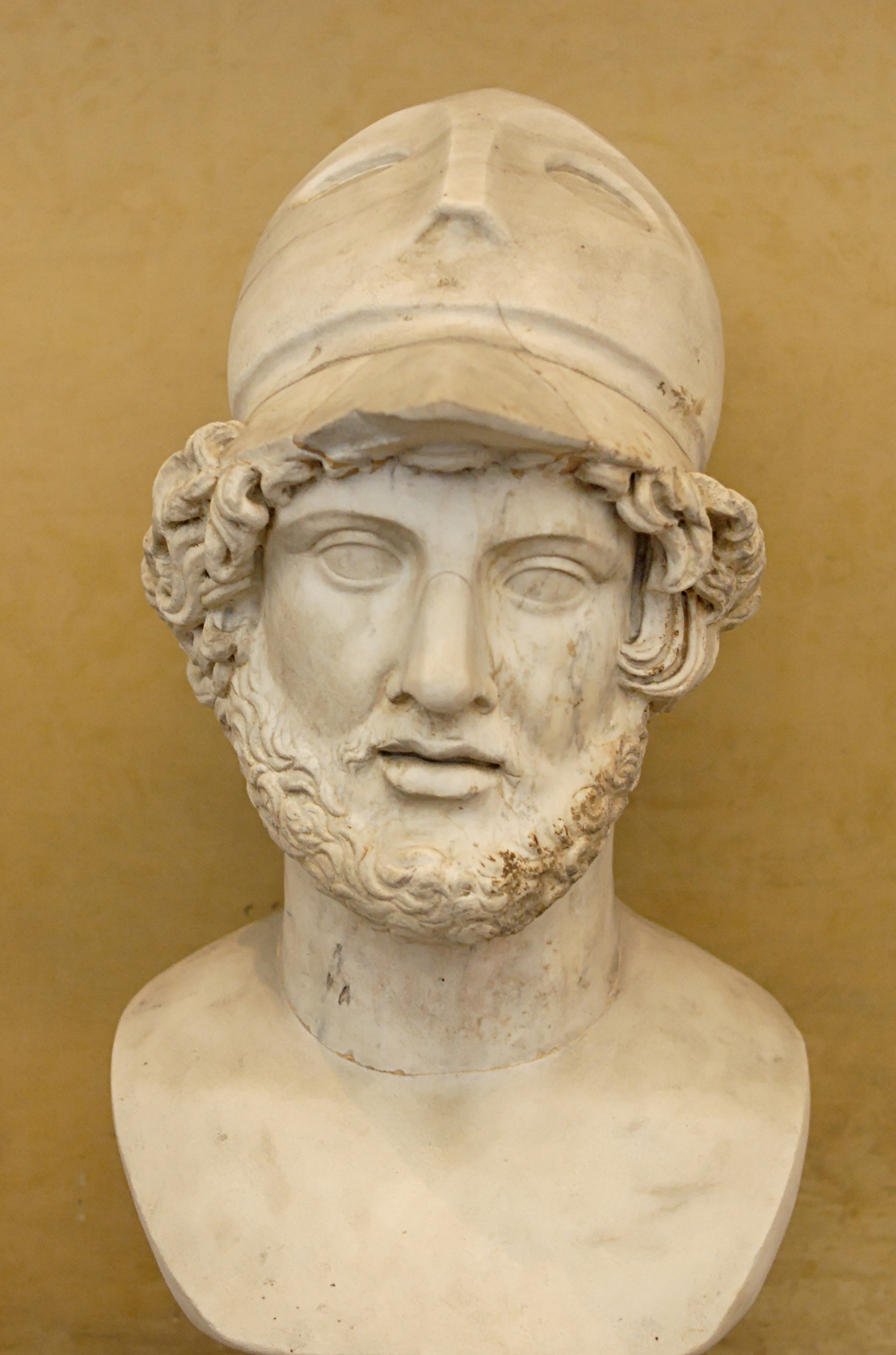
Busta z Vatikánského muzea

## Život
Periklés se narodil roku 500 př. n. l. jako syn Xanthippa, athénského vojevůdce, a Argaristy z aristokratického rodu Alkméonovců. Vzdělával se u sofisty Damóna z Oé, filosofa Anaxagora z Klazomen. Jeho přáteli se stali filosof – sofista Prótagorás z Abdér, historik Hérodotos, básník Sofoklés a sochař Feidiás.
Do politického života vstoupil po smrti Aristeidově jako odpůrce aristokratické strany vedené Kimónem. Potom, co byl Kimón ostrakizován, se stal Periklés nejvlivnějším politikem Athén až do roku 430 př. n. l. Ze svého postavení byl vytlačen až při propuknutí epidemie „moru“ (podle současných zjištění šlo nejspíše o tyfus[nepřesný odkaz]), na který následně zemřel.
Periklés měl z prvního manželství dva syny, kteří však zemřeli dříve než on.
Za svého působení zpřístupnil chudým vrstvám rozhodování při soudních procesech a v radě (búlé) placením odměn. Podobně rozšířil placení náhrad za výkon vojenské služby i na dobu míru. Oslabil rozhodovací pravomoci areopagu (aristokraty ovládaná rada starších) odnětím dozoru nad státní správou, provádění zákonů, veřejnou mravností a politickým soudnictvím. Přiznal každému občanu právo podávat žaloby proti úředníkům nekonajícím své povinnosti a proti osobám ohrožujícím blaho státu. Každý úředník měl být před volbou prověřen zkouškou a zodpovídat se ze svého působení po vypršení úředního období. Návrh nových zákonů byl svěřen osobám voleným ekklésií – všelidovým sněmem.
Zavedl také nová pravidla pro získání athénského občanství. Aby obyvatel mohl získat athénské občanství, museli být nově oba jeho rodiče občany Athén (předtím stačilo, aby byl občanem jen otec). Stalo se tak roku 451 př. n. l.
V zahraniční politice se zasazoval za celořecké zájmy a obranu řeckých měst před útoky barbarů. Svým postavením dokázal zabránit velikášským myšlenkám athénského lidu na ovládnutí vzdálenějších území např. Egypta či Kartága.
Ve složité politice vztahů mezi řeckými státy se snažil zabránit válce se Spartou (sjednání míru na 30 let), ale okázalou demonstrací athénské moci přispěl k propuknutí Peloponéské války, která skončila pro Athény porážkou. Ve spojeneckých státech posiloval athénský vliv do té míry, že si Athény počínaly jako hegemon, až došlo k náznaku vytvoření jakési „Athénské říše“. Vedlejším výsledkem těchto jevů bylo také rozšíření demokratických myšlenek a způsobů vlády do ovlivněných států.
Periklés se také zasloužil o velkou výstavbu v Athénách a o rozvoj kultury. Z jeho popudu bylo vybudováno mnoho okázalých veřejných staveb – opevnění Akropole, Parthenón, Propylaje, Odeion, stavby na agoře. V jeho době působili v Athénách nejpřednější umělci, např. Feidiás, Sofoklés či Aischylos.

## Hodnocení
Význam Periklův byl oceňován již ve starověku (např. Plútarchos). V současné době platí za jeden z ideálů státníka a prototyp demokratického vůdce. Periklés byl stratég (nejvyšší vojenská hodnost).

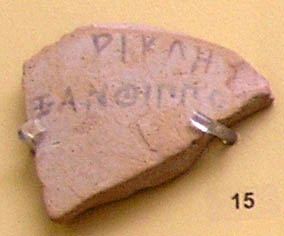
Ostrakon se jménem [PE]RIKLÉS XANTHIPPO, 444–443 př. n. l., Muzeum na athénské agoře